# Nova Gora (gmina Dolenjske Toplice)
Nova Gora – wieś w Słowenii, w gminie Dolenjske Toplice. W 2018 roku liczyła 1 mieszkańca.